# 稀花八角枫
稀花八角枫（学名：[Alangium chinense subsp. pauciflorum] 错误：{{Lang}}：文本有斜体标记（帮助））是山茱萸科八角枫属八角枫的亚种。分布于中国大陆的湖南、陕西、贵州、云南、甘肃、湖北、四川、河南等地，生长于海拔1,100米至2,500米的地区，多生长在山坡丛林中，目前尚未由人工引种栽培。